# La Petrólea
La Petrólea est l'une des quatre paroisses civiles de la municipalité de Junín dans l'État de Táchira au Venezuela. Sa capitale est Río Chiquito.